# خرمای سنگ شکن
خرمای سنگ شکن بومی استان فارس بوده و شباهت زیادی به خرمای زاهدی یا قصب دارد، با این تفاوت که کمی کشیده تر و خشک‌تر از خرمای زاهدی می‌باشد. این خرما در منطقه خنج استان فارس کشت و با نام سنگ شنکو شناخته می‌شود ولی در بین افراد محلی شهر جیرفت استان کرمان که محل دیگر کشت این رقم می‌باشد،

## ماهیت آن
این نوع خرما جز خرماهای دیررس بوده و موعد برداشت این خرمای خشک در مهر ماه آغاز شده و تا اواسط آبان ماه ادامه دارد.